# Buszkowice (województwo dolnośląskie)
Buszkowice (niem. Hochbauschwitz) – wieś w Polsce w województwie dolnośląskim, w powiecie lubińskim, w gminie Ścinawa. W latach 1975–1998 miejscowość administracyjnie należała do województwa legnickiego.

## Nazwa wsi
Nazwa wsi jest nazwą patronimiczną i pochodzi od nazwy osobowej Buszek. Najstarsza zachowana w dokumentach nazwa wsi pochodzi z roku 1253 i brzmi Gut Buscowo. W innych średniowiecznych dokumentach pojawiają się różne wersje nazwy wsi np. Buskewicz, Puschkowicz. Nazwa Hochbauschwitz, pisana niekiedy rozdzielnie Hoch Bauschwitz, która obowiązywała do roku 1945, po raz pierwszy pojawia się już w XIV w. (pierwsza wzmianka datowana jest na 1371 r.), choć w niemieckojęzycznym dokumencie z roku 1743 użyto nazwy Buskowa. W roku 1945 wprowadzono polską nazwę wsi Buszowice. Obecna nazwa została zatwierdzona w 1947 roku.

## Geografia
Buszkowice są ulicówką leżącą na lewym brzegu Odry w poprzek drogi łączącej Ścinawę z Nowym Żabnem, do 2009 r. była to droga wojewódzka nr 111 (jednak wtedy łączyła Ścinawę z Chobienią), obecnie jest to droga wojewódzka nr 292. Kształt wsi nie jest typowy dla ulicówek, gdyż we wschodniej części wsi linie zabudowy oddzielone są szerokim placem z dwoma stawami, które wcześniej były wyrobiskami gliny, co nadaje tej części wsi bardziej charakteru owalnicy.
Wieś ma bezpośrednie połączenie z Olszanami, znajdującymi się już w sąsiedniej gminie Rudna. Dojechać można tam drogą polną o długości około 6 km, która znajduje się naprzeciwko drogi prowadzącej w głąb Buszkowic.
Teren na którym znajduje się wieś zbudowany jest z osadów wodnolodowcowych zlodowacenia Odry są to w większości gliny zwałowe, piaski i żwiry kemów oraz piaski i żwiry rzeczne. Na terasie zalewowej Odry znajdują się holoceńskie osady fluwialne. W przeszłości gliny były eksploatowane przez mieszkańców wsi do wyrobu cegieł i dachówek w miejscowej cegielni, pozostałością tej eksploatacji są zalane wyrobiska, a obecnie stawy, we wsi i jej najbliższym otoczeniu. Gleby pól uprawnych Buszkowic w większej części należą do kompleksów: pszennych dobrych, żytnich bardzo dobrych i dobrych. Większość użytków rolnych wsi to pola uprawne, w dalszej kolejności łąki i pastwiska oraz lasy.

## Historia
Dzieje Buszkowic nie są dobrze udokumentowane, prawdopodobnie wieś powstała na przełomie XII i XIII wieku. Pierwsza wzmianka pochodzi z roku 1253, w dokumencie wystawionym przez księcia głogowskiego Konrada I wśród dóbr które przekazał on biskupowi wrocławskiemu Tomaszowi w dniu 13 grudnia znajduje się Gut Boscovo, sąsiadujące z Gut Pritovia - Przychową, należącą już wcześniej do biskupów wrocławskich. Kolejny zapis historyczny w Lagerbuchu Księstwa Nyskiego mówi że w dniu 15 października roku 1371 Niczco (Mikołaj) de Dyplow sprzedał Piotrowi Falkenhain właścicielowi Chełmka 3 łany gruntu we wsi Puschkowicz Stynaviensis. Buszkowice były wraz z Przychową i Ciechłowicami własnością biskupów wrocławskich nieprzerwanie do roku 1810, do czasu sekularyzacji dóbr kościelnych. Wśród ludności większość stanowili zawsze katolicy, kościołem parafialnym była kościół pw. św. Wawrzyńca w Przychowej, ewangelicy natomiast korzystali z kościoła w Ścinawie. W roku 1787 wieś zamieszkiwało 226 osób, w tym 26 kmieci, 1 chałupnik i 1 komornik. W roku 1800 w Buszkowicach mieszkało 27 kmieci i 8 chałupników. Po sekularyzacji dóbr kościelnych w roku 1810 Buszkowice wraz z pozostałą częścią dawnego majątku biskupiego stały się własnością prywatną. Wieś w XIX często zmieniała właścicieli. W roku 1830 we wsi było 35 domów zamieszkiwanych przez 255 mieszkańców, z czego dziesięciu było wyznawcami kościoła ewangelickiego a reszta katolikami. W roku 1845 we wsi były 43 gospodarstwa, zamieszkiwały ja 302 osoby, w tym 23 ewangelików. Wśród mieszkańców było 9 rzemieślników różnych fachów, znajdowały się tu także dwa wiatraki oraz cegielnia należąca do mieszkańca o nazwisku Gramsch, produkująca rocznie 30 000 cegieł i dachówek. W Buszkowicach w tym czasie znajdowała się także filia katolickiej szkoły w Przychowej. W roku 1887 wieś zamieszkiwało 297 katolików i 40 protestantów. W roku 1939 wieś zamieszkiwało 267 mieszkańców. Pod koniec stycznia 1945 w okolicach Buszkowic trwały przygotowania do sforsowanie Odry. 25 stycznia 1945, na południe od Buszkowic, toczyły się walki o zdobycie przyczółka na lewym brzegu Odry. W ofensywie brała udział 13 armia 1 Frontu Ukraińskiego pod dowództwem generała Puchowa. Po wysiedleniu ludności niemieckiej Buszkowice zostały zasiedlone repatriantami przybyłymi w znacznej części ze wsi Młyniska w dawnym powiecie trembowelskim.

## Zabytki
Do wojewódzkiego rejestru zabytków wpisany jest:

### Wiatrak

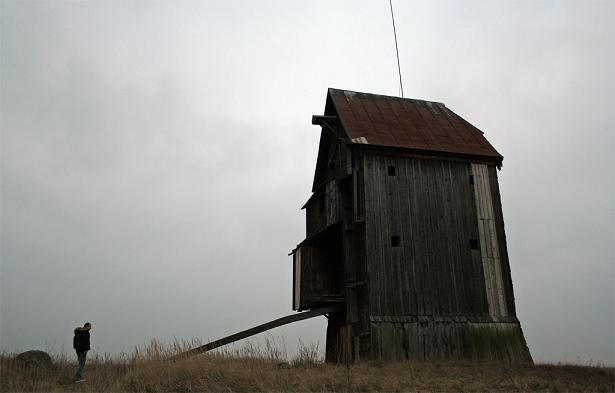
Wiatrak-koźlak w Buszkowicach

- drewniany wiatrak-koźlak, wybudowany w roku 1812 (1. połowa XIX w.), znajdujący się na południowo-wschodnim krańcu wsi; jak informuje data wykuta na belce wewnątrz. Był to jeden z dwóch wiatraków w Buszkowicach, drugi z nich znajdował się około 200 m dalej na zachód, zaznaczony był jeszcze na mapach topograficznych z lat 30. XX wieku. Wiatrak był użytkowany do lat 60. XX wieku, skrzydła wiatraka nie zachowały się. Obiekt został wpisany do rejestru zabytków w roku 1981.

Inne zabytki i obiekty w Buszkowicach:

### Krzyż przydrożny

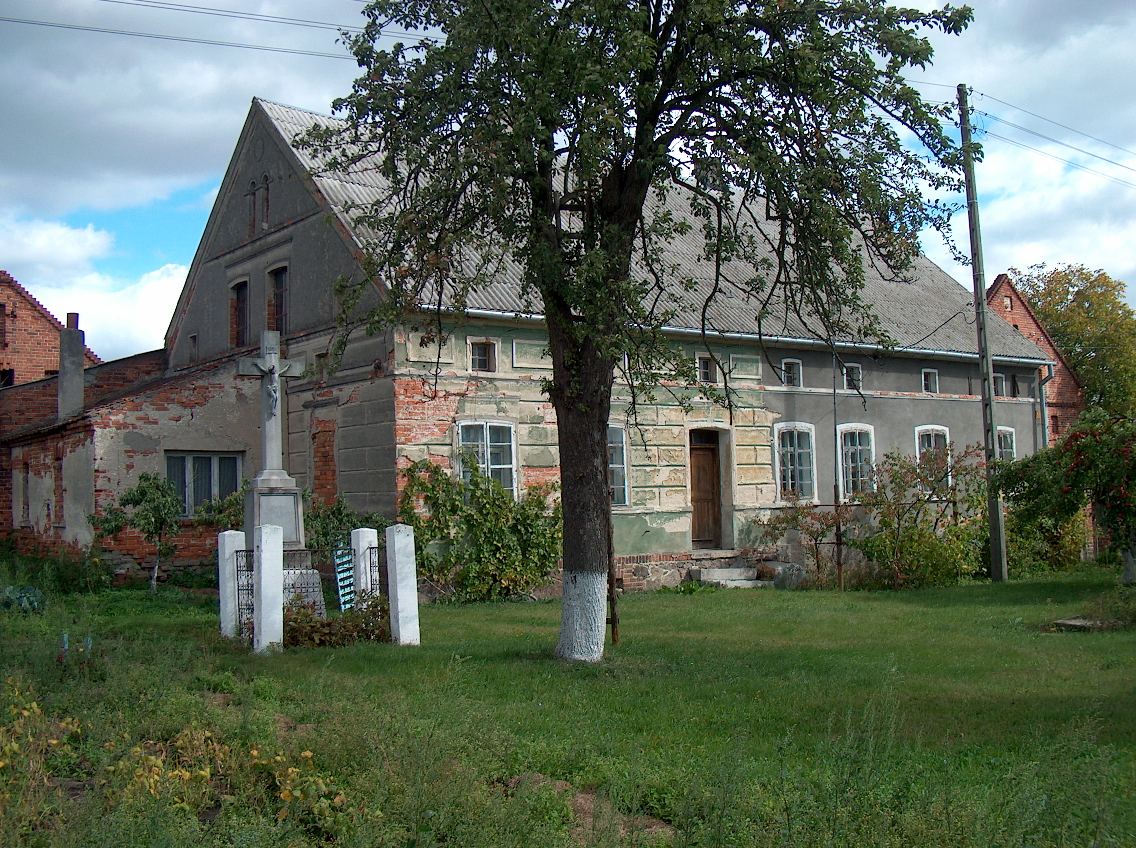
Krzyż przed domem nr 12 w Buszkowicach

- kamienny krzyż przydrożny, pochodzący z końca XIX wieku; znajdujący się przed domem nr 12; na jego cokole wykuty szwabachą fragment Listu do Galatów - Christus hat mich geliebet und sich selbst für mich dahin gegeben, Gal., 2.20. - Chrystus umiłował mnie i samego siebie wydał za mnie.

### Bunkry Linii Środkowej Odry
- zespół bunkrów wybudowanych w latach 30. XX wieku wchodzących w skład Linii Środkowej Odry; znajdujących się na południe i na północ od wsi. Bunkry te mieściły schrony bojowe i stanowiska obserwacyjne rozmieszczone były regularnie co około 500 m. Wszystkie obiekty zostały uszkodzone w czasie forsowania Odry przez Armię Czerwoną w styczniu 1945 roku. Dostęp do wnętrz bunkrów jest mocno ograniczony.

## Turystyka
Przez Buszkowice przebiega lewobrzeżna nitka niebieskiego rowerowego Szlaku Odry łączącego Wrocław z Głogowem.
- Rowerowy Szlak Odry: Ścinawa – Przychowa - Buszkowice – Ciechłowice - Chobienia (powiat lubiński)